# Die deutsche Volkswirtschaft
Die deutsche Volkswirtschaft war eine Zeitschrift, die von 1932 bis 1945 erschien. Die erste Ausgabe wurde im Februar 1932 auf Veranlassung des Prokuristen der Haude & Spenerschen Verlagsbuchhandlung Martin Wülfing durch den Inhaber des Verlags Max Paschke verlegt. Paschke starb noch 1932, und Wülfing wurde im Januar 1935 der Mitinhaber des Verlags, der an Paschkes Witwe Emma übergegangen war und dessen Geschäftsführung er bereits ausübte.
Wülfing, NSDAP-Mitglied, ließ in dieser NS-Wirtschaftszeitschrift anfangs verschiedene nationalsozialistische Persönlichkeiten wie Gottfried Feder, Johannes Engel, Otto Wagener, Werner Willikens und auch Joseph Goebbels zu Wort kommen. Die Zielsetzung der Zeitschrift wurde wie folgt angegeben: „‚Die Deutsche Volkswirtschaft‘  will die Zukunftsträchtigkeit und Richtigkeit der nationalsozialistischen Wirtschaftsauffassung und die Unmöglichkeit des kapitalistischen und marxistischen Wirtschaftssystems aufzeigen. Sie kämpft gegen die liberalistisch-kapitalistische Profitwirtschaft und die freihändliche Weltwirtschaft, für die nationalsozialistische Bedarfsdeckungswirtschaft und die deutsche Autarkisierung.“ Letzteres Ziel gehörte auch zu den besonderen Anliegen eines weiteren Autors, des Wirtschaftsjuristen Hans Peter Danielcik.
Seit August 1936 erschien die Zeitschrift in einem eigens für sie geschaffenen Verlag, der Deutschen Volkswirtschaft Paschke KG mit Wülfing und Emma Paschke als persönlich haftenden Gesellschaftern. Während des Zweiten Weltkriegs gingen die Zeitschriften Der deutsche Volkswirt (1942), Der Wirtschaftsring und Wirtschaftsdienst (beide 1943) in der Deutschen Volkswirtschaft auf; der Wirtschaftsdienst erscheint seit 1949 wieder als eigenständige Publikation.